# Æthelwine (évêque de Lindsey)
Pour les articles homonymes, voir Æthelwine.
Æthelwine, Ethelwine ou Elwin est un prélat anglais.  de la fin du VIIe siècle. Deuxième évêque de Lindsey, il est considéré comme saint après sa mort.

## Biographie
Les informations au sujet d'Æthelwine sont très réduites. D'après l'Histoire ecclésiastique du peuple anglais de Bède le Vénérable, il est le frère d'un certain Aldwin, abbé de Peartaneu (Partney, dans le Lincolnshire) et d'une certaine Æthelhild, abbesse d'un monastère non identifié qui rend visite à la reine Osthryth à l'abbaye de Bardney, également dans le Lincolnshire, vers 697. Elle est encore en vie lorsque Bède écrit cet ouvrage, dans les années 720. Un peu plus loin, il mentionne un autre membre de la fratrie d'Æthelwine : Æthelhun, mort de la peste en 664 lors de son séjour à l'abbaye irlandaise de Rath Melsigi (en). Bède précise qu'Æthelwine s'est aussi rendu en Irlande à une date ultérieure pour bénéficier de l'enseignement religieux dispensé dans les monastères locaux.
Æthelwine devient évêque de Lindsey vers 680. Sa nomination prend place après la défaite du roi Ecgfrith de Northumbrie contre Æthelred de Mercie à la bataille de la Trent, en 679. Cette bataille permet à la Mercie de reprendre le contrôle du Lindsey, région qui était passée dans l'orbite northumbrienne quelques années plus tôt.
La date de décès d'Æthelwine n'est donnée dans aucune source, mais il est vraisemblablement mort dans les dernières années du VIIe siècle. Son successeur Edgar pourrait avoir été sacré en 693, mais ce n'est pas certain. Après sa mort, Æthelwine est considéré comme saint. Sa fête est célébrée le 3 mai, ou le 29 juin d'après le English Martyrologe publié par John Wilson en 1640.